# The Forever Winter
The Forever Winter — компьютерная игра в жанре тактического шутера от третьего лица с элементами survival horror и стелса, разрабатываемая американской студией Fun Dog Studios. Игра была выпущена в раннем доступе для Microsoft Windows в 2024 году. Игра представляет собой «лутер-шутер», в котором игроки должны искать ценные предметы на поля боя и избегать гибели, полагаясь на скрытность, смекалку и сотрудничество. 

## Игровой процесс
Действие The Forever Winter происходит на полях сражений вымышленной фантастической войны будущего. Игроки управляют гражданскими лицами-мародёрами, пытающимися выжить в охваченном войной мире. Мир The Forever Winter — мрачное постапокалиптическое будущее в духе серии «Терминатор», где люди имеют дело с огромными мехами размером с дом и роботами, способными использовать человеческие тела как топливо. Война между сверхдержавами, каждой из которых управляет искусственный интеллект, продолжается уже сорок лет. Армии сверхдержав не обращают на игроков внимания, по крайней мере, поначалу — они заняты войной друг с другом, и враги, с которыми игроки сталкиваются на полях боя, выполняют собственные миссии. Несмотря на это, управляемые компьютером участники сражения реагируют на действия игроков, если те привлекут их внимание. 
Враги — особенно огромные роботы и мехи — способны легко убить игровых персонажей, и The Forever Winter и не ожидает, что игроки будут пытаться их уничтожить: вместо этого игроки должны пользоваться укрытиями и уходить от опасности или пытаться вовлечь разные группы врагов в перестрелку друг с другом. Игроки должны вдумчиво строить маршрут, находить укрытия и избегать открытых, хорошо простреливаемых пространств, чтобы не попасться врагам. Игровые персонажи носят на себе рюкзаки, которые должны наполнять любыми ценностями, которые им удастся найти — это может быть виски, детские игрушки, документы, хлам; бездумный сбор любых предметов подряд приведёт к тому, что рюкзак переполнится, и игрок не сможет подбирать новые предметы. Он должен принимать решения, что подобрать, а что оставить. Если персонаж погибнет, на месте его смерти остаётся «могильный камень» — вновь вернувшись на ту же карту, игрок может забрать ценности с места предыдущей смерти. 
В промежутках между вылазками игроки посещают Нутро (англ. Innards) — безопасное убежище, где можно продавать и покупать вещи и перевооружить персонажа. Одной из важных игровых механик является накопление и трата воды — ценного ресурса, который игроки могут найти в вылазках. Если запас воды опустится до нуля, Нутро «погибнет» — все собранные в нём предметы будут потеряны, как и любые практические или косметические улучшения, которые сделал игрок. Нутро расходует запасы воды в реальном времени, даже без присутствия игрока — если игрок выйдет из игры и вернётся только через несколько дней, он обнаружит, что и запасы воды уменьшились. По задумке разработчиков, эта механика должна удерживать игроков в состоянии стресса и подталкивать их делиться водой друг с другом.

## Разработка
Независимая студия Fun Dog Studios была основана в феврале 2024 года; её возглавил дизайнер и художник Майлз Уильямс, раньше работавший над играми Horizon Zero Dawn и Star Citizen. The Forever Winter стала дебютной игрой студии. Уильямс описывал учреждение собственной студии и разработку игры как нечто «глубоко личное» для его команды — она была собрана из бывших сотрудников крупных студий, работавших над высокобюджетными играми, но скучавших по временам, когда индустрия компьютерных игр была полна экспериментов, новых историй, игровых механик и «новых голосов». По его мнению, современная индустрия утратила эту новизну, и разработка The Forever Winter должна была быть не погоней за каким-то актуальным трендом, а попыткой вернуть в игры нечто, что растеряли другие разработчики — игра должна была быть «новой, менее пластмассовой». Разработчики выражали неудовольствие распространённой в играх моделью «pay to win» и практикой микроплатежей, где игроки могут получить нечестное преимущество, вкладывая реальные деньги в покупку дающих какие-либо преимущества предметов. Студия объявляла, что «никто не должен платить за игру больше 50 долларов», и что любые карты, оружие, дополнительные задания, боссы и тому подобное должны быть доступны всем игрокам без дополнительной платы. Она, впрочем, оставляла за собой право продавать наборы дополнительных обликов для персонажей — вырученные за эти косметические дополнения деньги должны уходить на поддержку команды дизайнеров персонажей. Важными источниками вдохновения для дизайна игры стали образы постапокалиптического будущего из фильмов «Терминатор (фильм)» и «Терминатор 2: Судный день», а также эпизодов «Второе возрождение» из анимационной антологии «Аниматрица». По словам Уильямса, на The Forever Winter даже сильнее повлияли игры-стратегии в реальном времени вроде Warhammer 40,000: Dawn of War или Command & Conquer, где игрок сначала строит большие армии, а потом посылает их в бой. 

## Внешние ссылки
- fundogstudios.com — официальный сайт The Forever Winter  (англ.)